# 李美敬
李美敬（韓語：이미경，1958年5月8日—），韩国企业家，前CJ集团名誉会长李孟熙的长女，CJ集团会长李在贤的大姊，現擔任CJ集團副會長和藝術殿堂副會長，且為Dreamworks夢工場股東之一。

## 家族关系
- 祖父：李秉喆（이병철），三星集团创始人，（1910~1987）
- 祖母：朴杜乙（박두을） (1907~2000)
  - 父亲：李孟熙（이맹희）（1931~2015）
  - 母亲：孫福南（손복남） (1933~)
  - 舅舅：孙京植（손경식）（1939~）
    - 前夫：김석현 (1962~ )
    - 弟弟：李在贤（이재현）（1960~）
    - 弟弟：李在焕（이재환） (1962~)

## 学历
- 京畿女子高等學校毕业
- 1981年首爾大學管理学学士
- 1987年哈佛大学研究生院东亚研究硕士
- 1992年复旦大学中国史博士
- 2006年淑明女子大學商業管理学荣誉博士

## 职业生涯
- 1998年：CJ E&M事业部理事
- 1999年：CJ E&M事业部副常务理事
- 2002年：CJ E&M事业部常务理事
- 2005年：美国CJ副会长
- 2005年：CJ E&M副会长
- 2005年：CJ E&M副会长
- 2007年：藝術殿堂（首尔艺术中心）副会长
- 2011年至今：CJ集团副会长